# Manuel Medel
Manuel Medel Ruiz (Monterrey, 5 de enero de 1906-Ciudad de México, 14 de marzo de 1997) fue un actor y comediante mexicano. Comenzó su carrera artística primeramente en el teatro, y las carpas, antes de ascender a la fama mediante un dúo cómico que formó junto al actor y también comediante, Cantinflas. Destacan sus participaciones en películas como; ¡Así es mi tierra! (1937), Águila o sol (1938), La vida inútil de Pito Pérez (1944), Bartolo toca la flauta (1945), Rancho de mis recuerdos (1946) y Pito Pérez se va de bracero (1948).

## Biografía y carrera
Manuel Medel Ruiz nació el 5 de enero de 1906 en Monterrey, Nuevo León, México, aunque otras fuentes han citado que su fecha de nacimiento realmente fue el 6 de enero de 1906. Sus padres fueron Félix Medel, actor, y su madre Concepción Ruíz, cantante de ópera, quienes optaron por mudarse de Monterrey a la Ciudad de México cuando Medel tenía apenas siete meses de nacido, aunque no radicaron en ese lugar de forma definitiva debido a sus trabajos que los obligaban a viajar por otras ciudades del país.
En 1922 y con dieciséis años de edad, inició su carrera artística dentro del teatro popular y las carpas (un tipo de teatro ambulante muy popular en México a inicios del siglo 20). Comenzó a llamar la atención de la gente y se volvió popular por la caracterización de un personaje cómico que bautizo como «Don Mamerto». La caracterización del personaje le ayudó para ser contratado como actor comediante por un empresario estadounidense de Los Ángeles. En Estados Unidos, Medel conoció a un humorista al que le tuvo gran admiración y del cual no reveló su nombre, pero se inspiró en él para hacer sus rutinas de comedia, declarando lo siguiente: 

«... Un judío... Era cómico. Lo descubrí en un burlesque sensacional. Maquillado muy pálido, traía su pantalón, su sacote y su bombín. El chiste estaba en sus ojos muy pequeñitos y en que se le levantaban un poco las comisuras de los labios con una línea muy leve. Yo lo vi, me encantó y le copié muchos de esos detalles. Cuando vine a México al público le gustó mucho mi nueva personalidad.»

Llegó a colaborar con la estación de radio XEW para realizar los programas; Los Medelarios, y Medel en el Corazón de la Jungla. En 1934 comenzó una carrera como actor de cine y protagonizó en su primera película titulada, Payasadas de la vida (1934). Tres años después en 1937 participó en su siguiente película titulada, ¡Así es mi tierra! (1937), en la cual compartió créditos y protagonizó junto al actor y también comediante, Cantinflas. Medel y Cantinflas formarían un dúo cómico y juntos participarían en algunas películas las cuales incluyeron; Águila o sol de 1938, El signo de la muerte de 1939, y Carnaval en el trópico de 1942. En 1943 continuaría su carrera en solitario y el mismo año realizaría las películas; Qué hombre tan simpático (1943) y El espectro de la novia (1943). El siguiente año en 1944 participó en los filmes; La mujer sin cabeza (1944), El As Negro (1944), y La vida inútil de Pito Pérez (1944), esta última siendo la primera versión cinematográfica de la novela con el mismo nombre, y convirtiendo a Medel en el primer actor en interpretar al personaje de «Pito Pérez». Otros actores que tuvieron ese papel fueron Tin Tan en 1957 e Ignacio López Tarso en 1970. Además, esa película se convirtió en uno de sus trabajos más importantes y con el cual mayormente se le recuerda. Continuando su carrera al año siguiente en 1945 participó en las películas; Una gitana en México (1945) y Bartolo toca la flauta (1945). Para el año 1946 participó en cuatro películas las cuales incluyeron; Rancho de mis recuerdos (1946), El hijo de nadie (1946), Loco y vagabundo (1946) y Don Simón de Lira (1946). Dos años después en 1948 volvió a personificar a «Pito Pérez» en el filme Pito Pérez se va de bracero (1948). Además este año, Medel se casaría con la actriz, bailarina, vedette y cantante estadounidense nacionalizada cubana, Rosita Fornés, con quien fundaría una compañía artística en la que se presentarían cantantes importantes como Pepita Embil y Plácido Domingo Ferrer. En 1949 protagonizaría la película Cara sucia junto a su esposa. Medel y Rosita estuvieron casados durante cuatro años antes de divorciarse en 1952. Juntos procrearon a la que sería la única hija entre ambos a quien bautizaron como Rosa María Medel Palet. Su última esposa fue una mujer llamada Alicia Bucio.
Medel continuaría su carrera artística ocho años después en 1957 al aparecer en la película Teatro del crimen (1957). Tras un largo periodo de ausencia dentro del mundo del cinematográfico, hizo su regreso en los años setenta con participaciones en películas como; Las fuerzas vivas de 1975, y Maten al león de 1977. En los años ochenta tuvo sus últimas participaciones como actor primeramente realizando el filme La mugrosita de 1982, seguida por Esos viejos rabo verdes de 1983, y por último Como Si Fueramos Novios de 1986, marcando esta como su último trabajo actoral.

## Muerte
El 14 de marzo de 1997, Medel falleció en Ciudad de México a los 91 años de edad, a causa de un paro cardiaco provocado después de sufrir una caída. Su cuerpo fue sepultado en una cripta del panteón Mausoleos del Ángel, ubicado en la misma ciudad. Su acto funerario destacó por la poca asistencia de personas que tuvo, además de reportarse que tampoco asistieron ninguno de sus amigos, ni compañeros de trabajo. Dejó inconcluso un libro de memorias que estaba escribiendo, este llevaría el título de Medelerías, y en el hablaría sobre su trayectoria artística y de los personajes cómicos que interpretó.

## Filmografía selecta
- Payasadas de la vida (1934)
- ¡Así es mi tierra! (1937)
- Águila o sol (1937)
- El signo de la muerte (1939)
- ¡Qué hombre tan simpático! (1943)
- La vida inútil de Pito Pérez (1944)
- Bartolo toca la flauta (1945)
- Pito Pérez se va de bracero (1948)
- Cara sucia (1949)
- Teatro del crimen (1957)
- Maten al león (1975)
- Las fuerzas vivas (1975)
- La mugrosita (1982)
- Como si fuéramos novios (1986)